# Michael Roesch
Michael Roesch (* 24. April 1974) ist Regisseur, Produzent und Drehbuchautor. Er arbeitet bei seinen Filmen im Team mit Filmemacher Peter Scheerer.
Ein Filmfan seit seiner frühen Kindheit, begann Michael Roesch bereits mit zwölf Jahren Kurzfilme zu drehen. Während seines Studiums arbeitete er als freier Mitarbeiter für verschiedene Zeitschriften, darunter ein Heilbronner Anzeigenblatt sowie für die selbst herausgegebene Stadtzeitung.
Später begann er gemeinsam mit Peter Scheerer als Drehbuchautor und arbeitete bei verschiedenen Filmen im Produzenten-Team.
Zu den verfilmten Drehbüchern von Scheerer und Roesch gehören unter anderem die von Uwe Boll verfilmten Alone in the Dark, House of the Dead II und Far Cry.
Ende 2005 gaben Roesch und Scheerer mit dem Vampirfilm Brotherhood of Blood ihr Regiedebüt, in den Hauptrollen waren Victoria Pratt, Sid Haig und Ken Foree zu sehen. Der Film hatte seine Weltpremiere im Oktober 2007 beim Sitges International Film Festival in Sitges, Spanien.
Roesch ist Mitbegründer und Geschäftsführer des Filmverleihs und Kinobetreibers Kinostar.

## Filmografie
- 2003: House of the Dead (Co-Executive Producer)
- 2005: Alone in the Dark (Drehbuchautor)
- 2005: House of the Dead II (Drehbuchautor)
- 2006: BloodRayne (Associate Producer)
- 2006: Brotherhood of Blood (Regisseur, Drehbuchautor)
- 2007: Schwerter des Königs – Dungeon Siege (Associate Producer)
- 2008: Far Cry (Drehbuchautor)
- 2008: Alone in the Dark II (Regisseur, Drehbuchautor)
- 2011: BloodRayne: The Third Reich (Associate Producer)
- 2011: Blubberella (Associate Producer)
- 2013: Prisoners of the Sun (Co-Producer)
- 2014: Viy 3D (Co-Executive Producer)
- 2016: Female Fight Club (Co-Executive Producer)
- 2019: Manou – flieg’ flink! (Associate Producer)